# Werdau (Torgau)

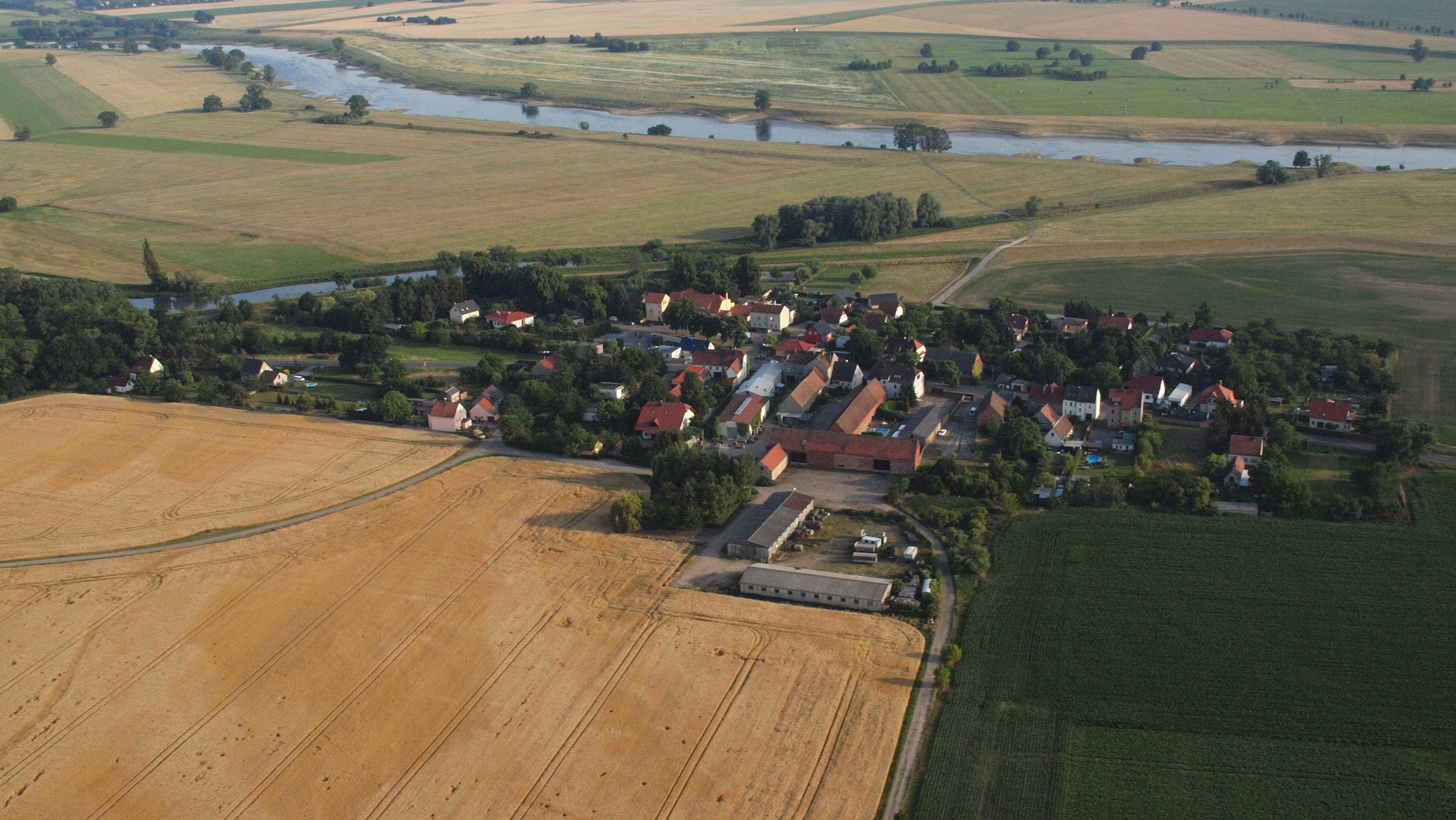
Werdau (Torgau), Luftaufnahme (2015)

Werdau ist ein Ortsteil der Stadt Torgau im Landkreis Nordsachsen in Sachsen.

## Lage
Der eingemeindete Ortsteil Werdau liegt östlich der Stadt Torgau am Rande der Elbwiesen in der Aue. Südöstlich von Werdau befindet sich der Ortsteil Graditz.

## Geschichte
Das Zeilendorf Werdau besitzt 254 Hektar Land. Die Gemarkung ist in eine Block- und Streifenflur eingeteilt. Der Ortsname Wert entwickelte sich 1119 erstmals, dann über mehrere Ableitungen 1825 auf Werdau. 1747 wohnten im damaligen Weiler zehn Personen. 1818 waren es schon 97 und 1946 175. Die behördliche Aufgabe nahmen die Ämter in Torgau wahr. Auch nach Torgau gingen die Bewohner zur Kirche.
Am 20. Juli 1950 wurde die Gemeinde Werdau nach Torgau eingemeindet.

## Sehenswürdigkeiten
- „Alter Elbehof“, über einhundert Jahre alter Gasthof im Ortskern von Werdau[3]